# معدن روی (منطقه مسکونی)
منطقه مسکونی معدن روی یا زینک‌گروان (به سوئدی: Zinkgruvan) یک سکونتگاه در کمون آسکرسوند، شهرستان اوربرو است که در بخش شرقی Hammar (بخش هَمّار) واقع شده است. بیشتر بخش‌های این شهر در ناحیه سرزمینی نرکه (Närke) واقع شده است و بخش کوچکتری از این شهر در ناحیه سرزمینی اوستریوتلاند (Östergötland) واقع شده است.
تاریخ شهر ارتباط نزدیکی با معدن دارد، این شهر و معدن آن در قرن نوزدهم به وجود آمدند. معدن روی، در دو مایلی آسکرسوند واقع شده است. 
علاوه بر عملیات معدنی که بیش از یک قرن برای معدنچیان روی و همسایگان آنها  کار فراهم کرده است، منطقه مسکونی معدن روی، دارای یک مرکز اسکی مدرن است.